# James Mellaart
James Mellaart (14. november 1925 i London – 29. juli 2012) var en britisk arkæolog og skribent.
Han er mest kendt for opdagelsen af og ledelsen af udgravningerne ved Çatalhöyük, men har har også arbejdet ved Hacilar.
Begge er stenalder-bopladser i Tyrkiet.
Han underviste på Istanbuls Universitet og var en overgang ansat på British Institute of Archaeology at Ankara.
Han har skrevet adskillige bøger.

## Henvisning
- Lois Pichelmann, James Mellaart Arkiveret 18. oktober 2007 hos  Wayback Machine, Anthropology Biography Web.